# Wcześniejsza wojna dziewięcioletnia
Wcześniejsza wojna dziewięcioletnia (jap. 前九年の役 Zenkunen no Eki) – dwunastoletni konflikt zbrojny między siłami próbującego się uniezależnić klanu Abe a wojskami rządu centralnego. Japońska nazwa wynika z odliczenia okresów zawieszenia broni.
Od IX w., gdy Japończycy podbili północne Honsiu, w leżącej tam prowincji Mutsu oprócz gubernatora urzędował też dowódca odpowiedzialny za „pacyfikowanie” Ajnów. Tradycyjnie, pozycja ta była dziedziczna w obrębie rodu Abe. Sytuacja uległa zmianie, gdy w połowie XI w. ówczesny gubernator, nie mogąc znieść lekceważenia jego władzy przez Yoritokiego Abe, który ignorował jego polecenia i na własną rękę ściągał podatki i inne daniny, zwrócił się o pomoc do stolicy. W miejsce Abego, nowym dowódcą i równocześnie gubernatorem mianowany został Yoriyoshi Minamoto, który otrzymał polecenie podporządkowania sobie rodu Abe.
Kampania była niezmiernie trudna, ze względu na wielki dystans sił rządowych od baz, trudny teren i niesprzyjający klimat. Trwała łącznie (z przerwami wynikającymi m.in. ze względów politycznych, jak ogólnokrajowa amnestia) 12 lat. Siły rodu Abe stawiały zaciekły opór. Mimo śmierci ich przywódcy w 1057, kontynuowali walkę pod wodzą jego syna, Sadato, który zimą tego samego roku zdołał nie tylko odeprzeć, ale i rozbić oddziały Minamoto. Yoriyoshi zgromadził nową armię i korzystając ze wsparcia rodu Kiyohara, którzy przysłali mu kilka tysięcy żołnierzy z prowincji Dewa, zdołał zepchnąć Sadato Abe do defensywy. Yoshiie okrążył Sadato, obległ jego fort, odciął zaopatrzenie w wodę i ostatecznie podpalił drewniane fortyfikacje. Po dwóch dniach zaciekłych walk Sadato Abe skapitulował w 1062, i jego głowę rok później triumfalnie przywieziono do stolicy.